# Altépetl

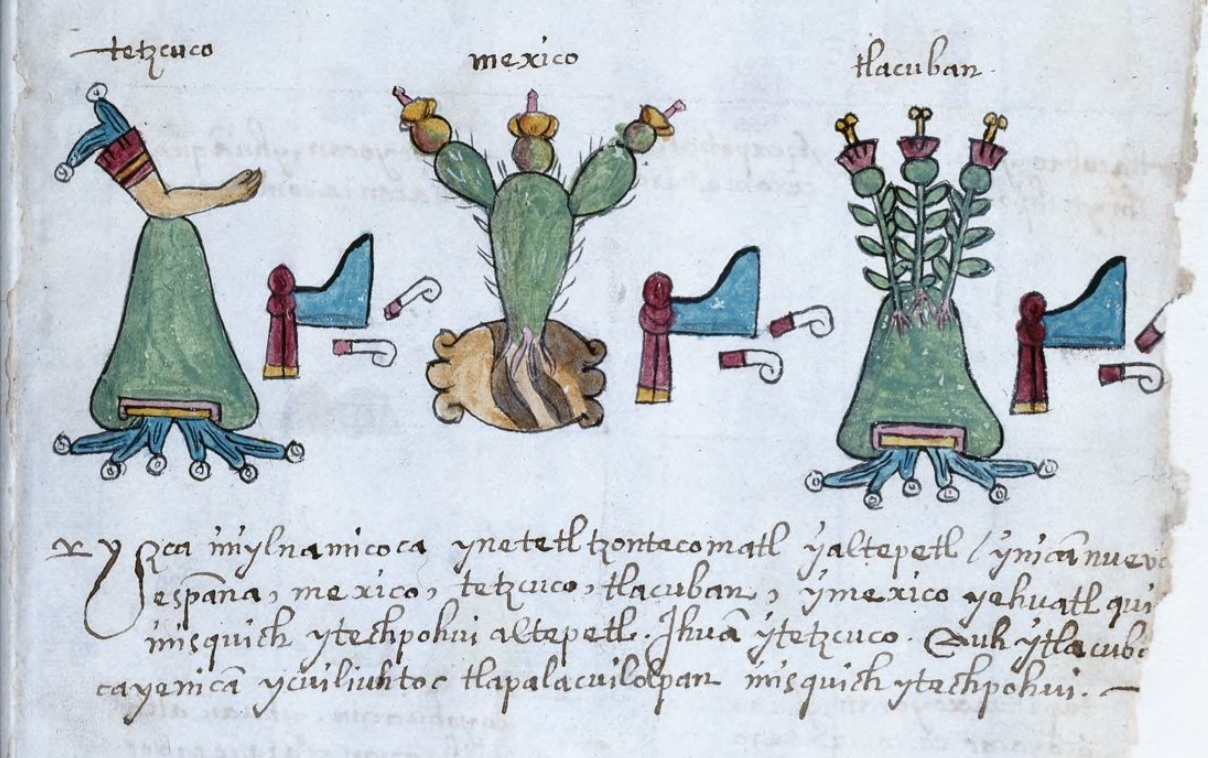
Representação pictográfica dos três altépetl que integraram a Tríplice Aliança Asteca.

O altépetl é um dos conceitos culturais mais importantes da mesoamérica. É interpretado como uma entidade tanto étnica como territorial em que se organizaram social e politicamente os pueblos indígenas mesoamericanos no período pós-clássico (1200 - 1521).
Seu significado literal é "montanha de água" e se refere aos assentamentos humanos titulares de um território habitado em geral por uma etnia de ancestrais e antepassados, inclui a língua e a deidade protetora. Foi uma organização civil primordial da mesoamérica governada por um tlatoani, o máximo líder de vários altépetl, como Moctezuma Xocoyotzin os denominou Huey Tlatoani.
O uso do conceito foi proposto e defendido por James Lockhart em sua obra principal Los nahuas después de la Conquista em 1992, a terminação acabou sendo melhor aceita por historiadores e investigadores da Mesoamérica já que sua interpretação é mais pontual do que as variantes ocidentais "cidade", "vila" e "pueblo".
Os Mexicas constituiram o altépetl mais poderoso de seu tempo, que dominou outros altépetl menores mediante a tributação, escravização e a aceitação de Huitzilopochtli como deidade máxima.